# Gymnocheta flamma
Gymnocheta flamma är en tvåvingeart som beskrevs av Zimin 1958. Gymnocheta flamma ingår i släktet Gymnocheta och familjen parasitflugor. Inga underarter finns listade i Catalogue of Life.